# Bithynia nakeae
Bithynia nakeae е вид охлюв от семейство Bithyniidae.

## Разпространение и местообитание
Този вид е разпространен в Испания (Балеарски острови).
Обитава сладководни басейни, реки и канали.